# Diplôme de culture générale
En Suisse, le diplôme de culture générale est un certificat que l'on obtient à l'issue d'un formation en école de culture générale. 
La formation dure trois ans, au niveau secondaire II. Ceci signifie que les élèves sont généralement âgés de 15 à 18 ans. Il est possible de la compléter par une année supplémentaire en vue d'obtenir une maturité spécialisée, diplôme ouvrant la voie à de nombreuses écoles du niveau tertiaire, dans les domaines de la santé, du social et de l'enseignement. 
Il est aussi possible de compléter la maturité spécialisée par une passerelle dite Dubs d'une année supplémentaire, qui ouvre les portes des universités et écoles polytechniques fédérales suisses.